# Палідович-Карпатський Михайло Михайлович
Михайло Палідович-Карпатський (псевдо: «Богдан», «Денис», «Карпатський», «Моряк», «Херсонець») (23 серпня 1914, м. Миколаїв, нині Львівська область — 26 травня 1944, с. Ілів, Миколаївський район, Львівська область) — ідеолог ОУН. Секретар Президії III Великого Збору ОУН, близький соратник генерала Романа Шухевича, головний редактор центрального органу проводу ОУН — журналу «Ідея і Чин».

## Життєпис

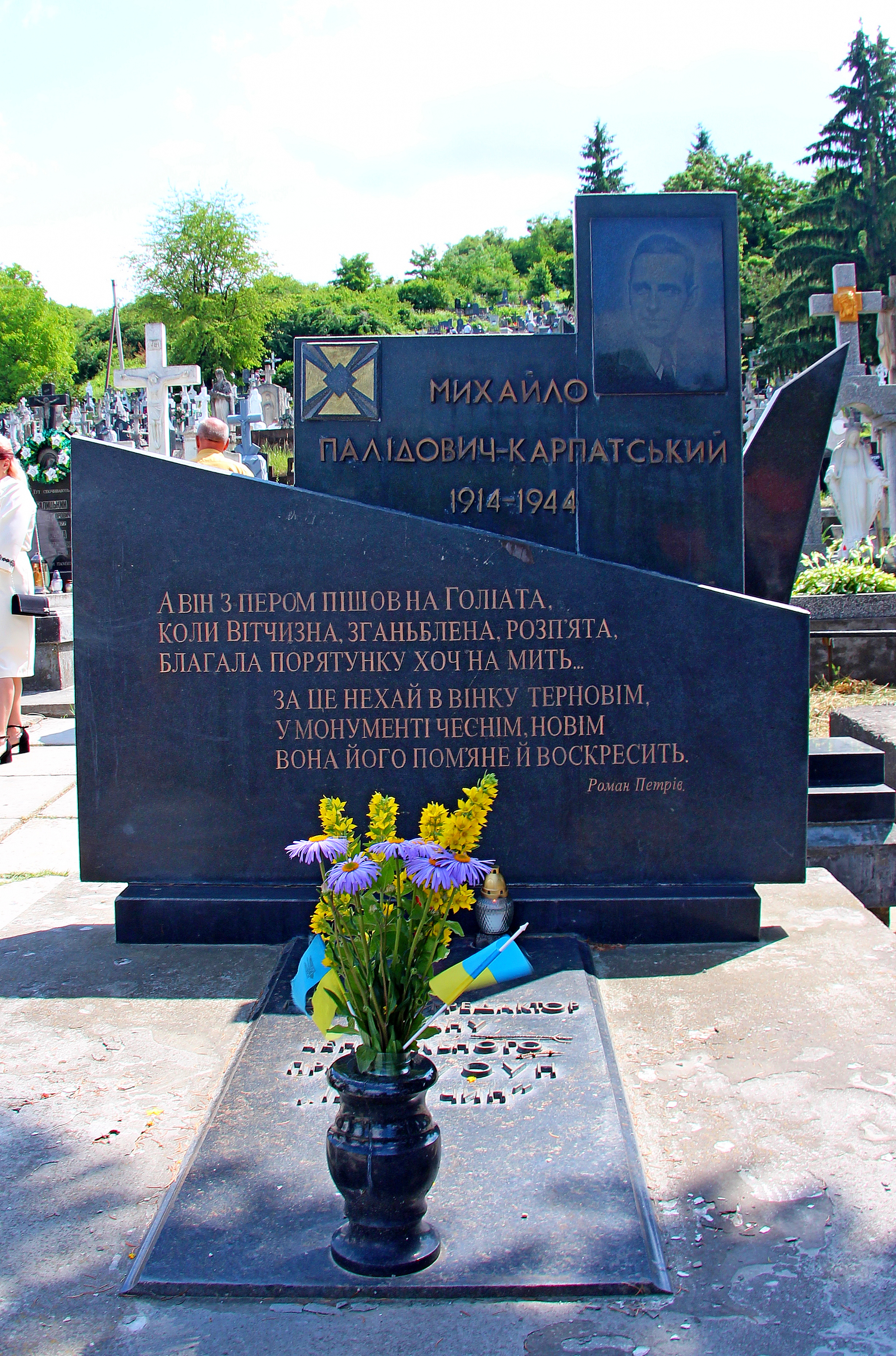
Могила Палідовича-Карпатського на цвинтарі в Миколаєві

Михайло Палідович-Карпатський народився 23 серпня 1914 року у місті Миколаєві на Львівщині у родині Михайла та Анастасії Палідовичів. Закінчивши в Миколаєві школу, навчався у Стрийській гімназії.
У 1933 році його було засуджено на 9 місяців ув'язнення та виключено з гімназії.
Після виходу з в'язниці освіту здобував у приватній малій семінарії тв на торгових курсах у Львові. У 1938 році Михайло Палідович поступив до політехніки у м. Ґданську.
Михайло Палідович брав активну участь у громадсько-політичному житті. У 1939 році його знову було заарештований під час українського конгресу.
В роки Другої світової війни переїхав до Австрії, де навчався у Віденському університеті. Пізніше став референтом пропаганди Крайової Екзекутиви у Німеччині. У 1941 році він обіймав посаду члена крайового проводу ЗУЗ. З весни 1941 року перебував у лавах легіону «Роланд»[джерело?].
У липні 1941 році відповідно до наказу проводу ОУН прибув до Львова з метою роботи з молоддю. У вересні 1941 року він уникнув арешту гестапо і перейшов у підпілля. Як член Крайового проводу ОУН редагував видання «Бюлетня». Під час Третього Надзвичайного Великого Збору ОУН(р) М. Палідович був секретарем Великого Збору[джерело?].
Михайло Палідович загинув 26 травня 1944 року за нез'ясованих обставин. О 5-й годині ранку він у супроводі керівника надрайонної СБ ОУН(р) Євгена Пришляка йшов до підпільної друкарні, яка розташовувалась у селі Ілів з метою підготовки чергового випуску журналу «Ідея і Чин», і поблизу хутора Прийми натрапив на повстанську засідку, яку очолював «чотовий Грузин». Грузин, вважаючи, що йдуть вояки польської боївки, дав наказ відкрити вогонь. Михайло Палідович-Карпатський був смертельно поранений. Перед смертю він сказав: «Я йшов до вас цілий рік, перейшов два кордони, а ви… тут, біля моєї хати, вбили мене».
З приводу смерті Михайла Палідовича-Карпатського проводилося серйозне розслідування, але однозначних висновків зроблено не було.
Михайло Палідович-Карпатський був похований на цвинтарі села Ілова у таємній та законспірованій могилі. За часів незалежної України його рештки були перепоховані на цвинтарі у м. Миколаїв Львівської області.
23 серпня 2012 року освячено пам'ятний кам'яний хрест поряд із встановленим у 1991 році дубовим, на місці загибелі Михайла Палідовича-Карпатського[джерело?].